# Ixodes hyatti
Ixodes hyatti är en fästingart som beskrevs av Clifford, Hoogstraal och Glen M. Kohls 1971. Ixodes hyatti ingår i släktet Ixodes och familjen hårda fästingar. Inga underarter finns listade i Catalogue of Life.